# Suo jure

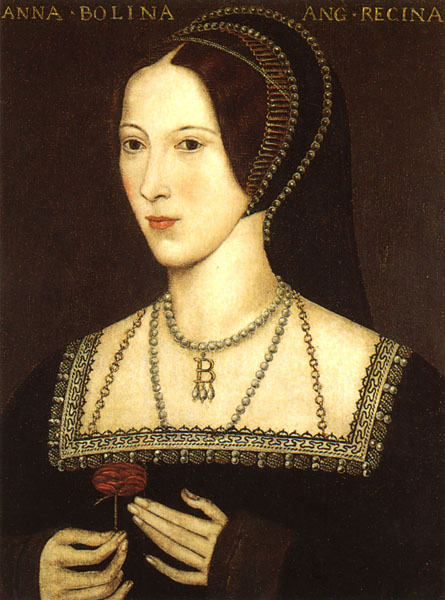
Анна Болейн, маркиза Пембрук suo jure в 1532—1536 годах

Suo jure (своё право) — латинское выражение, которое используется применительно к британской знати в значении «в собственном праве» или «в её праве». Чаще всего используется в отношении женщин, которые унаследовали титул, а не носят его в качестве жены обладателя титула; супруг такой женщины получает титул jure uxoris («по праву жены»). Обладательница титула не могла сама заседать в парламенте, и за неё это делал муж.
В некоторых случаях речь может идти и о мужчине — например, когда он был соправителем отца или другого старшего родственника, а потом стал единоличным обладателем титула.

## Женщины, унаследовавшие титул пэра Англии и Великобритании
- Жанна Женевиль, 2-я баронесса Женевиль (1314—1356);
- Элизабет де Бург, 4-я графиня Ольстер (1333—1363);
- Маргарет, 2-я графиня Норфолк (1338—1399);
- Маргарет Уэйк, 3-я баронесса Уэйк из Лидделла (1349);
- Джоан, 4-я графиня Кент, 5-я баронесса Уэйк из Лидделла (1352—1385);
- Филиппа, 5-я графиня Ольстер (1363—1382);
- Анна Мэнни, 2-я баронесса Мэнни (1372—1384)[1];
- Элис Монтегю, 5-я графиня Солсбери (1428—1462);
- Анна де Бошан, 15-я графиня Уорик и 7-я баронесса Бергерш (1446—1449);
- Анна де Бошан, 16-я графиня Уорик (1449—1492);
- Анна Феррерс, 8-я баронесса Феррерс из Чартли (1450—1469)[2].

## Женщины, которым был пожалован титул пэра Англии и Великобритании
- Анна Болейн, маркиза Пембрук (1532—1536).